# Е-Тауер
Е-Та́уер (порт. E-Tower) — хмарочос у Сан-Паулу, Бразилія. Побудований в 2002, відкритий в 2005, маэ 148 метрів і 37 поверхів.
| Бразилія | Це незавершена стаття з географії Бразилії. Ви можете допомогти проєкту, виправивши або дописавши її. |